# Flavia Caesariensis

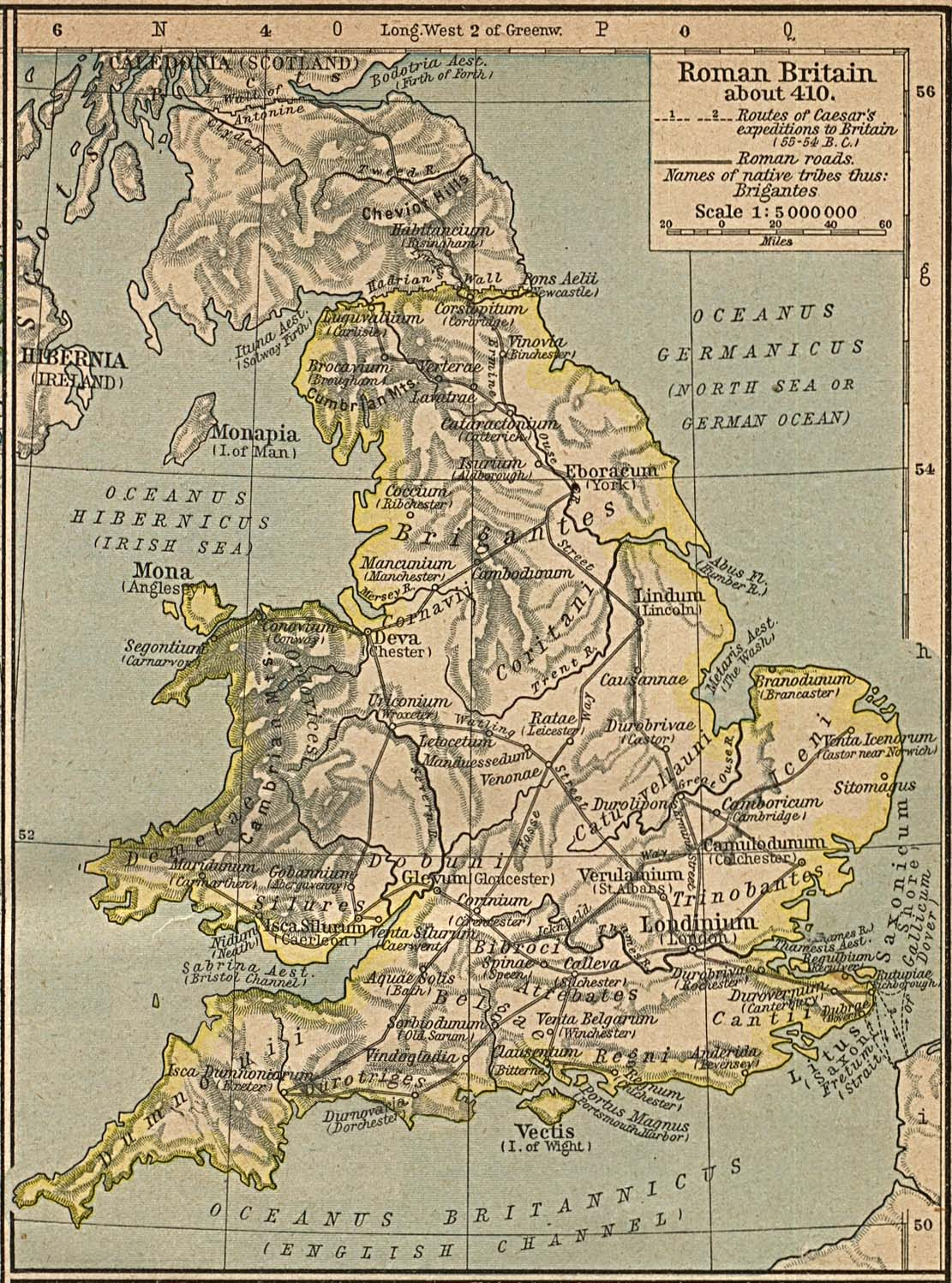
Britania Romana en la época de la 410 d. C., sin límites provinciales.

Flavia Caesariensis (que en latín significa "la provincia Cesárea de Flavio"), a veces mencionada como Britannia Flavia, fue una de las provincias de la diócesis de Britania creada durante la reforma de Diocleciano a finales del siglo III. Probablemente fue creada después de que Constancio Cloro derrotara al usurpador Alecto en 296 y aparece mencionada en la Lista de Verona del año 312. Su nombre parece proceder del nombre de la familia de Cloro, la Gens Flavia y probablemente limitaba con la Maxima Caesariensis, aunque se desconoce su ubicación exacta y su capital. En la actualidad, la mayoría de los estudiosos sitúan Flavia Caesariensis al sur de los Peninos, posiblemente llegando hasta el Mar de Irlanda, incluyendo las tierras de los Icenos. Su capital pudo estar en Lindum Colonia (Lincoln).

## Historia

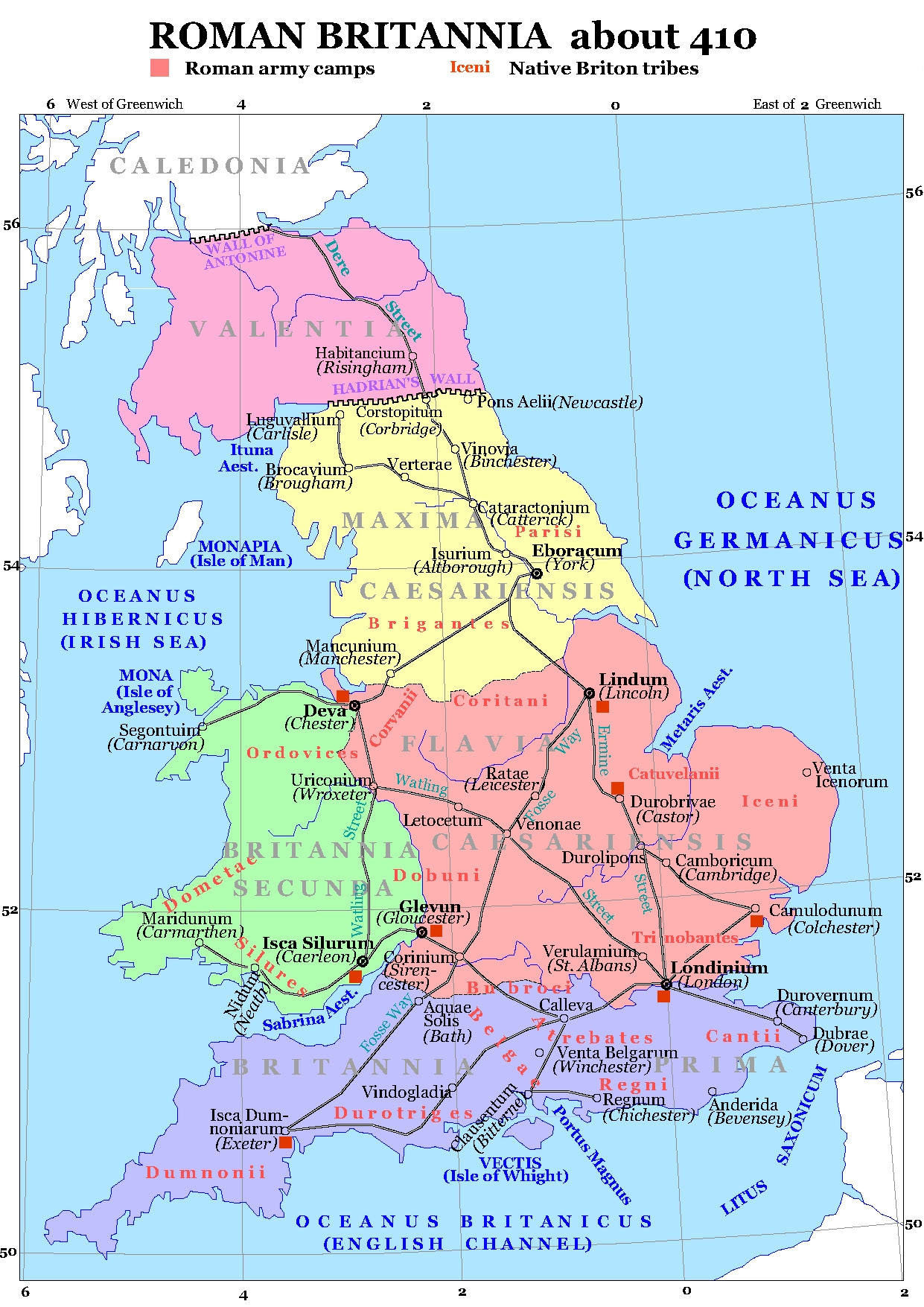
Tradicional ubicación de las provincias romanas del Bajo Imperio según Camden, con Flavia en el centro de Inglaterra. Según la arqueología moderna, se sabe que, al menos Corinium era parte de Britannia I.

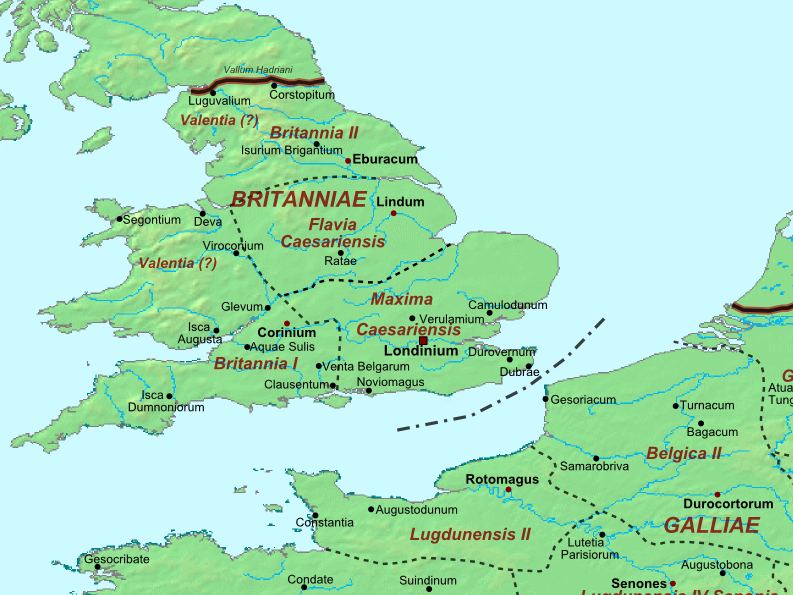
Otra posible ubicación de las provincias romanas Bajoimperiales, con Flavia Caesariensis más al norte

Tras la conquista romana, Gran Bretaña formaba una única provincia, gobernada desde Camulodunum (Colchester) y, luego, Londinium (Londres) hasta las reformas implementadas por Septimio Severo tras la revuelta de su gobernador Clodio Albino. Se dividió entonces el territorio en Britania Superior e Inferior, con capitales en Londinium y Eboracum (York). Durante las primeras fases de las reformas de Diocleciano, Gran Bretaña era controlada por el usurpador Alecto tras la revuelta de Carausio. Después de que Constancio reconquistara Britania en 296, se creó la Diócesis de los Britanos (con su vicario en Londinium), y se integró en la Prefectura de las Galias. Los britanos quedaron divididos en tres, cuatro o cinco provincias: Primera, Secunda, Maxima Caesariensis, y (posiblemente) Flavia Caesariensis y Valentia.
La ubicación y capitales de estas provincias del Bajo Imperio son inciertos, aunque la Notitia Dignitatum nos informa de que el gobernador (praeses) de Flavia era de rango ecuestre, por lo que es poco probable que estuviera asentado en Londinium. La lista de los obispos que asistieron al Concilio de Arles está manifiestamente corrupta, pero en general se supone que imitaba el sistema romano.
Al describir las sedes metropolitanas de la primitiva iglesia británica establecida por Santos como Fagan y Duvia, Gerald de Gales sitúa Flavia alrededor de Londres, y extendiéndose hacia Mercia. La obra de Bertram, la falsificación titulada De Situ Britanniae, la ubica en una zona similar, aunque sin incluir Londres, y la establece bordeada por el Severn, el Támesis, el Mar del Norte, y el Humber y el Mersey; esta ubicación se dio por buena entre 1740 y 1840 hasta que se reveló que la obra era falsa. Actualmente, se tiende a situar Londinium en Maxima en lugar de Flavia. Birley ha argumentado que los Máximos y Flavia formaban una única provincia, la Britannia Caesariensis. Aunque se cree que Flavia formaría parte de Britania Inferior, Birley cree que la Britania Superior fue dividida en dos (Primera y Caesariensis) y, luego en tres (Primera, Maxima, y Flavia). [cita requerida] Esto replica la teoría de Camden (basada en Sexto Rufo) de que Maxima se creó primero y Flavia es posterior. Los partidarios de la creación posterior de Flavia creen también que el nombre de la provincia no tiene por qué deberse necesariamente a la familia de Constancio Cloro, sino que puede provenir de Constantino, Valentino, o Teodosio.